# Wilhelm Kreuz
Wilhelm Kreuz (* 29. května 1949, Vídeň) je bývalý rakouský fotbalista, útočník. V sezóně 1970/71 byl nejlepším střelcem rakouské bundesligy. Po skončení aktivní kariéry působil jako trenér.

## Fotbalová kariéra
Začínal v rakouské bundeslize v týmu SK Admira Wien. Od roku 1972 hrál šest sezón nizozemskou ligu za Spartu Rotterdam a Feyenoord. Kariéru končil po návratu do Rakouska v týmech SK VÖEST Linz a SC Eisenstadt. V Poháru mistrů evropských zemí nastoupil ve 4 utkáních a dal 4 góly a v Poháru UEFA nastoupil v 10 utkáních a dal 2 góly. Za rakouskou reprezentaci nastoupil v letech 1969-1981 v 56 utkáních a dal 12 gólů. Byl členem rakouské reprezentace na Mistrovství světa ve fotbale 1978, nastoupil ve všech 6 utkáních.

## Ligová bilance
| Ročník                                | Zápasy | Góly | Klub               |
| ------------------------------------- | ------ | ---- | ------------------ |
| Rakouská fotbalová Bundesliga 1966/67 | 15     | 8    | SK Admira Wien     |
| Rakouská fotbalová Bundesliga 1967/68 | 26     | 8    | SK Admira Wien     |
| Rakouská fotbalová Bundesliga 1968/69 | 22     | 8    | SK Admira Wien     |
| Rakouská fotbalová Bundesliga 1969/70 | 28     | 8    | SK Admira Wien     |
| Rakouská fotbalová Bundesliga 1970/71 | 28     | 26   | SK Admira Wien     |
| Rakouská fotbalová Bundesliga 1971/72 | 28     | 7    | Admira Wacker Wien |
| Eredivisie 1972/73                    | 31     | 15   | Sparta Rotterdam   |
| Eredivisie 1973/74                    | 34     | 7    | Sparta Rotterdam   |
| Eredivisie 1974/75                    | 33     | 21   | Feyenoord          |
| Eredivisie 1975/76                    | 33     | 13   | Feyenoord          |
| Eredivisie 1976/77                    | 34     | 10   | Feyenoord          |
| Eredivisie 1977/78                    | 32     | 12   | Feyenoord          |
| Rakouská fotbalová Bundesliga 1978/79 | 33     | 16   | SK VÖEST Linz      |
| Rakouská fotbalová Bundesliga 1979/80 | 34     | 13   | SK VÖEST Linz      |
| Rakouská fotbalová Bundesliga 1980/81 | 21     | 6    | SK VÖEST Linz      |
| Rakouská fotbalová Bundesliga 1981/82 | 24     | 2    | SK VÖEST Linz      |
| Rakouská fotbalová Bundesliga 1982/83 | 3      | 0    | SC Eisenstadt      |
| CELKEM 1. nizozemská liga             | 197    | 78   |                    |
| CELKEM Rakouská fotbalová Bundesliga  | 262    | 102  |                    |